# Кочубеївський заказник
Кочубевський — ландшафтний заказник місцевого значення, об'єкт природно-заповідного фонду України.
Оголошений рішенням Сумського Облвиконкому № 407 21.12.1983 року на землях Кролевецького лісгоспзагу (Грузчанське лісництво, квартал 57). Адміністративне розташування — Кролевецький район, Сумська область. 

## Характеристика
Площею 149,5 га. Заснований у 1981 році. 
Територія заказника тягнеться смугою вздовж русла на правому березі (в заплаві) річки Реть і межує з ботанічним заказником «Ретинський». Колись тут проводилися торфорозробки. Після їхнього припинення поступово відбувається відновлення рослинного покриву. 
В 2010 році до зоологічного заказника «Кочубеївський» приєднанно заказник «Ретинський» і змінено тип на ландшафтний заказник.

## Рослинний світ
Значна частина території зайнята чагарниковими та високотравними болотами. Невеликі ділянки займають вільшняки. Трапляються осокові болота. На чагарникових болотах переважає верба попеляста, але досить часто трапляється верба п'ятитичинкова. Неподалік від русла збереглися старі ділянки вільшняків. По деревах в'ються хміль та ехіноцистіс шипуватий, надаючи цим лісам особливої таємничості. На вищих елементах рельєфу можна побачити ділянки з переважанням осоки жовтої і плямами осоки несправжньосмикавцевої, до яких домішуються ситник членистий, тризубець болотний. Зростає тут і білозір болотний, який виділяється своїми білими квітами. Вздовж канав та кар'єрів зростають густі зарості очерету з рогозом вузьколистим, є невеличкі ділянки з переважанням осоки здутої.

## Тваринний світ
Тваринний світ заказника представлений переважно водно-болотними та біляводними видами. Серед ссавців в першу чергу слід згадати бобра, який є досить чисельнним в заказнику. В зимовий період на територію заказника по руслу Реті заходить видра, занесена до Червоної книги України. Трапляються кабан, лисиця, єнотоподібний собака, ласка, червонокнижний горностай. Звичайним видом торфокар'єрів є ондатра. Із птахів, крім типових горобиних, в невеликій кількості оселяються крижень, водяна курочка, серед хижих птахів гніздиться болотний лунь. Із плазунів відмічений вуж та гадюка звичайна, а із земноводних — ставкова жаба. 